# Clive Saney
Clive Saney (nascido em 2 de julho de 1948) é um ex-ciclista trinitário-tobagense que competiu para Trinidad e Tobago em três provas nos Jogos Olímpicos de Verão de 1972.